# أنطوان بصبوص
أنطوان بصبوص هو كاتب سياسي لبناني-فرنسي مختص في العالم العربي والإسلام.

## النشأة والمسيرة
- انطوان بصبوص، ولد في 15 مارس 1953 في قرية العلالي في شمال لبنان، هو مفكر سياسي وصحافي فرانكو - لبناني، متخصص في العلاقات الدولية وخاصة في قضايا العالم العربي والإسلامي.
يدير مرصد الدول العربية في باريس منذ تأسيسه سنة 1992 وهي شركة استشارية متخصصة في افريقيا الشمالية، الشرق الأوسط، الخليج والإرهاب.
بعد دراسة القانون والأدب الفرنسيين في لبنان، وصل أنطوان بصبوص إلى فرنسا في سبعينات القرن الماضي حيث حصل على شهادة دكتور دولة من جامعة السوربون في عام 1986 عبر أطروحة حول «لبنان وجواره» بتوجيه من البروفسور بيير-ماري دوبوي
من عام 1975 إلى 1987، عمل كصحافي أولاً في بيروت ثم في باريس حيث كان مراسلًا لعدة وسائل إعلام، منها صحيفة لو ريفاي دو ليبان وراديو صوت لبنان
في عام 1987، نشر مع آني لوران «حروب سرية في لبنان»، كتاب يحلل القوى الداخلية والخارجية المنخرطة في حرب لبنان – دار النشر (Gallimard) غاليمارد
من عام 1988 إلى عام 1991 انخرط في السياسة وأصبح ممثلًا لـ القوات اللبنانية في فرنسا وأوروبا الغربية
في عام 1991 ترك كل نشاط سياسي، وأسس مرصد الدول العربية سنة 1992، وهو متخصص في دراسة دول شمال إفريقيا والشرق الأوسط والخليج ويقدم الاستشارات للشركات الكبرى والمؤسسات العامة في فرنسا وأوروبا
في الوقت نفسه، يساهم أنطوان بصبوص في حلقات النقاش حول تطور العالم العربي والحركات الإسلامية. بالإضافة إلى مساهماته في الصحافة الفرنسية والعربية والأوروبية، نشر عدة مقالات. كتابه التسونامي العربي (2011) يتعامل مع جميع الاضطرابات المشار إليها باسم الربيع العربي.

## مؤلفاته
- · (كتاب مشترك مع آني لوران) «ضحية لفريستين: لبنان بين أسد يهوذا وأسد سورية» بيروت. دار الدائرة 1983 [4]
- · (كتاب مشترك مع آني لوران) «حروب سرية في لبنان»، باريس، غاليمارد، 1987  (ISBN  978-2070709601  Gallimard) [5]
- · «الإسلاموية: ثورة مجهضة؟» هاشيت، 2000  (ISBN  978-2012352728 - Hachette) [6]
- · «السعودية موضع تساؤل»، باريس، بيرين، 2002  (ISBN  978-2262019273 Perrin) [7] ؛ طبعة محدثة وموسعة، منشورة تحت العنوان «السعودية في حالة حرب». بيرين.[8] جيب "Tempus"، 2004 (ISBN  978-2262022396) · (Fayard) «التسونامي العربي»، باريس - فايارد، 2011، 384 ص.[9] ·  ساهم في عدة كتب ومؤلفات مشتركة بين عدة مفكرين

## وصلات خارجية
- الموقع الرسمي